# Réginal Goreux
Réginal Goreux (Saint-Michel, 31 dicembre 1987) è un allenatore di calcio ed ex calciatore haitiano con cittadinanza belga, di ruolo centrocampista, tecnico delle formazioni giovanili dello Standard Liegi.

## Carriera

### Nazionale
Viene convocato per la Copa América Centenario negli Stati Uniti.

## Palmarès

### Club

#### Competizioni nazionali
- Campionato belga: 2

Standard Liegi: 2007-2008, 2008-2009
- Supercoppa del Belgio: 2

Standard Liegi: 2008, 2009
- Coppa del Belgio: 3

Standard Liegi: 2010-2011, 2015-2016, 2017-2018